# ساجاما
ساجاما، (بالإنجليزية: Sagama)‏، (سردينيا: Sàgama)، هي بلدية في مقاطعة أوريستانو، في إقليم سردينيا الإيطالي، وتقع على بعد حوالي 130 كم (81 ميل) شمال غرب كالياري، وحوالي 40 كم (25 ميل) شمال أوريستانو. اعتبارا من 31 ديسمبر 2004، كان عدد سكانها 201 ومساحة 11.6 كيلومتر مربع (4.5 ميل مربع). 

## السكان
في سنة 1861 بلغ عدد السكان 447 نسمة، وتطور العدد ليصل في سنة 2011 لـ 193 نسمة.
يظهر هذا المخطط البياني تطور النمو السكاني لـ ساجاما